# Bertrand Gille

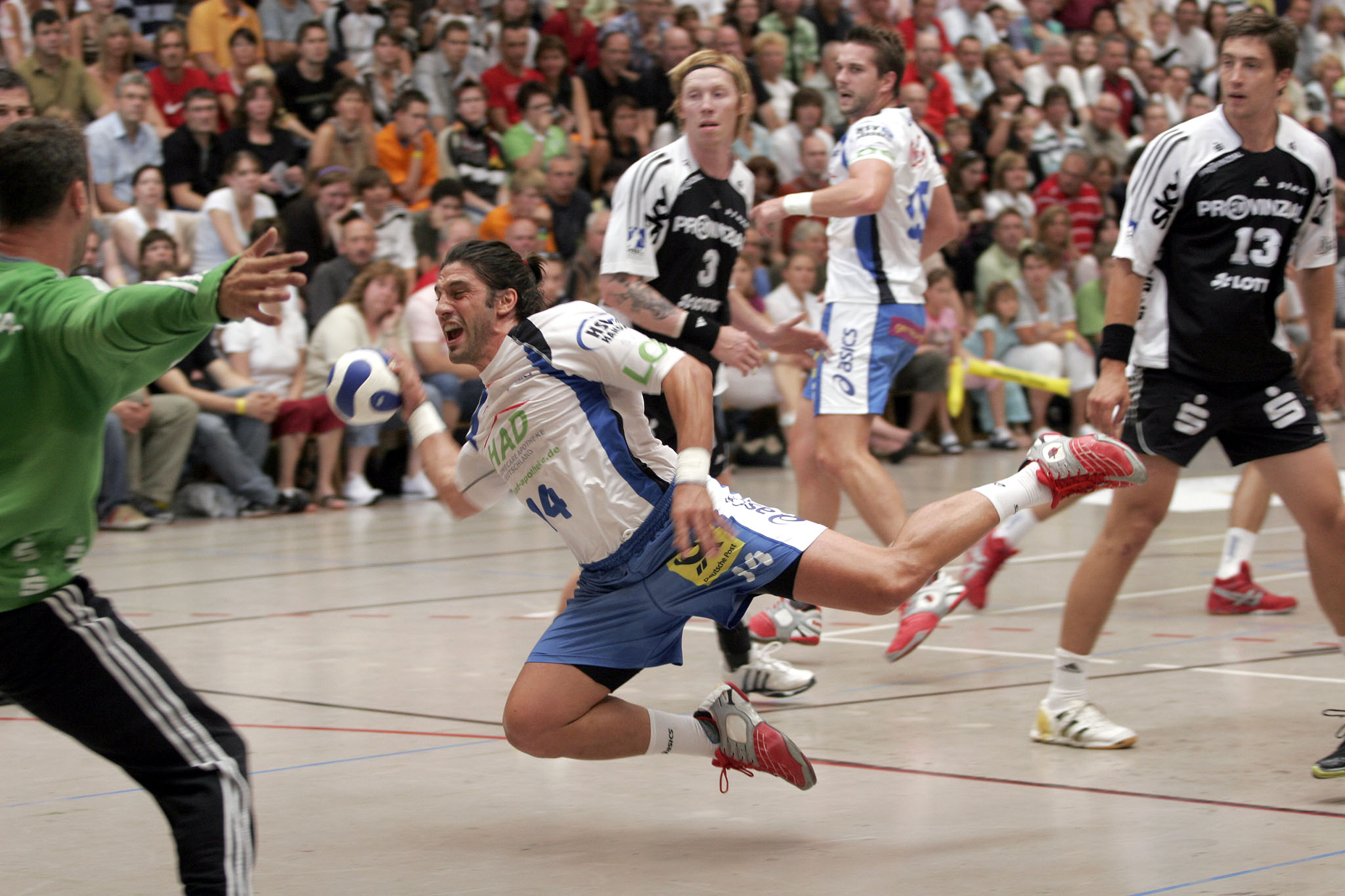
Bertrand Gille

Bertrand Gille (Valence, 1978. március 24. –) francia olimpiai, világ- és Európa-bajnok kézilabda-játékos. 2002-ben a Nemzetközi Kézilabda-szövetség a világ legjobbjának választotta.
Bátyja Guillaume Gille szintén válogatott kézilabdázó, akivel pályafutása alatt végig azonos csapatokban játszott.

## Pályafutása
Bertrand Gille a kézilabdával szülővárosában, Valence-ben ismerkedett meg, juniorként a városi csapatban játszott, aztán igazolt a Chambéry SH-hoz, amely csapattal 2001-ben francia bajnoki címet szerzett. Pályafutása legeredményesebb szakaszában 2002-től 10 éven át a HSV Hamburg csapatában játszott. 2006-ban megnyerte csapatával a Német kupát, majd 2007-ben a Kupagyőztesek Európa-kupáját. 2011-ben sikerült megnyernie a Bundesligát. Az Hamburgban töltött tíz szezon során 379 mérkőzésen lépett pályára, és 1338 gólt szerzett. 2012-ben visszatért korábbi francia csapatához, újra a Chambéry játékosa lett. 2015-ben zárta le játékospályafutását.
A 2000-es évek elején a francia válogatott sikersorozatának aktív résztvevője volt, meghatározó játékos volt minden világeseményen. Így nyert csapatával két-két olimpiai, világ- és Európa-bajnoki címet. A 2008-as pekingi olimpián 35 góljával a 10. helyezett lett a góllövőlistán, és a torna legjobb beállósának is megválasztották. Pályafutása során 2000 és 2012 között négy olimpián vett részt. Első világversenye az 1999-es világbajnokság volt, az utolsó pedig a 2012-es londoni olimpia. Három világbajnokságon is bekerült az All-star csapatba.

## Sikerei
- Olimpiai bajnok: 2008, 2012
- Világbajnokság győztese: 2001, 2011
  - 3. helyezett: 2003
- Európa-bajnokság győztese: 2006, 2010
  - 3. helyezett: (2008)
- Kupagyőztesek Európa-kupája győztese: 2007
- Francia bajnokság győztese: 2001
  - 2. helyezett: 1998, 1999, 2000, 2002
- Francia-kupa győztese: 2002
- Német bajnokság győztese: 2011
  - 2. helyezett: 2004, 2007, 2009, 2010
- Német-kupa győztese: 2006, 2010
- Német szuperkupa győztese: 2004, 2006, 2009, 2010